# William John Locke
William John Locke (født 20. marts 1863 i Britisk Guyana, død 15. maj 1930 i Paris) var en britisk forfatter og dramatiker, der var bedst kendt for sine noveller.